# (1502) Арена
(1502) Арена (фр. Arenda) — астероид главного пояса. Был открыт 17 ноября 1938 года немецким астрономом Карлом Рейнмутом в обсерватории Хайдельберг в Германии и назван в честь бельгийского астронома Сильвена Арена. 

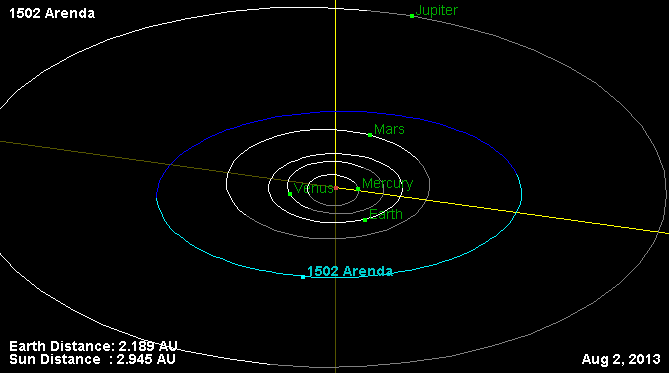
Орбита астероида Арена и его положение в Солнечной системе